# Souri (Dédougou)
Pour les articles homonymes, voir Souri.
Pour l’article ayant un titre homophone, voir Souris.
Souri (également orthographié Soury) est une commune située dans le département de Dédougou de la province du Mouhoun au Burkina Faso.